# Hetaerina americana
Hetaerina americana o caballito escarlata americano, es un caballito del diablo de la familia de los caballitos de alas anchas (Calopterygidae). Hetaerina viene del griego hetairos “compañero” y americana hace referencia a su distribución.

## Nombre común
- Español: caballito escarlata americano.

## Clasificación y descripción de la especie
Es un caballito del diablo de la familia Calopterygidae. Al igual que los demás miembros de su género, se distingue por la gran mancha rojo carmesí, o escarlata en la base de las alas de los machos, la coloración del cuerpo es bronce con reflejos rojizos. Su longitud total varía entre 4 a 4.6 cm y la longitud alar entre 2.55-3 cm. Los individuos de esta especie generalmente presentan pterostigma, con excepción de las poblaciones del oeste de California, las Bajas Californias, Nuevo México y el norte de México.

## Distribución de la especie
Se distribuye en Norteamérica,  desde el norte de Ontario y Quebec en Canadá, hasta Honduras. Esta especie vuela desde principios de marzo hasta finales de diciembre.

## Ambiente terrestre
Se encuentra a lo largo de arroyos abiertos y ríos con corrientes fuertes.

## Estado de conservación
No se considera dentro de ninguna categoría de riesgo.

## Conducta reproductiva
Hetaerina americana tiene un sistema de apareamiento tipo lek.  En un lek los machos se agrupan en un área determinada, donde se concentran en altas densidades y esperan la visita de las hembras únicamente para aparearse, y éstas no reciben recursos adicionales de los machos con los cuales se aparean. Los machos se posan en varios sustratos que rodean las orillas del río (desde rocas, plantas o escombros) y debido a la alta densidad, los territorios pueden establecerse uno a lado del otro, defendiendo sus territorios entre 1 y 28 días. La lucha por los territorios tiene lugar como encuentros rituales en los que ambos competidores se persiguen en vuelo. Usualmente los machos territoriales obtienen mayor éxito en el apareamiento en comparación a los machos no territoriales.